# ビッグブラザーズ
ビッグブラザーズ（びっぐぶらざーず）は、かつて松竹芸能で活動していたお笑いコンビ。1990年解散。

## メンバー
竹井輝彦（たけい てるひこ、1965年9月17日 - ） 
- ボケ担当
- 徳島県出身。

酒田かおる（さけた かおる、本名および旧芸名：酒田薫、1959年7月15日  - ） 
- ツッコミ担当
- 兵庫県姫路市出身。

## 略歴
- 1986年、松竹芸能の養成所で出会いコンビを結成する。デビュー2年目の1988年2月にNHK大阪放送局主催の「昭和62年度 第18回NHK上方漫才コンテスト」で優秀賞を皮切りに在阪各局の数々の新人コンクールで賞を受賞し、当時の松竹芸能には若手漫才師がいない中で周囲からは「期待の星」と呼ばれテレビ・ラジオなどに出演し期待されていたが方向性の違いで1990年に解散する。解散後は竹井はピン芸人となり、酒田は俳優として現在もなお活動し続けている。

## エピソード
- 松竹芸能の後輩である松井成行（シンデレラエキスプレス）は、素人の頃にビッグブラザーズの漫才を観て「これなら自分にでも出来る!」と確信し、1988年に松竹芸能の養成所に入り、渡辺裕薫とコンビを組んだ翌年の「昭和63年度 第19回NHK上方漫才コンテスト」に出場し、ビッグブラザーズも前年受賞した優秀賞を受賞している。
- 「男の娘おしゃべりくらぶ」という竹井が出演しているネット配信番組で、数十年振りにコンビで漫才を披露した。

## 出演
テレビ
- ラジオDEごめん（中京テレビ/中京ローカル）- 火曜日に準レギュラーで出演していたが、コンビ解散と同時に降板。
- '88ABC漫才・落語新人コンクール（1988年1月15日、朝日放送/関西ローカル「ABCホリデーワイド」枠）
- 第18回NHK上方漫才コンテスト（1988年、NHK総合/関西ローカル）
- 第23回上方漫才大賞（1988年4月29日、関西テレビ/関西ローカル）
- 第24回上方漫才大賞（1989年5月3日、関西テレビ/関西ローカル）
- お笑いネットワーク20周年記念特別番組・勢揃い泣いて笑って20年（1990年9月、読売テレビ/関西ローカル）
- 連続テレビ小説 まんぷく（2018年、NHK） - 酒田
- ひとモノガタリ「ダウンタウンになれなかった男」（2019年7月15日、NHK岐阜放送局制作/全国ネット） - 竹井をメインとしたドキュメンタリーで、酒田も取材を受けた。

ラジオ
- MBSヤングタウン土曜日（1988年2月 - 12月、毎日放送ラジオ）

## 受賞歴
- 1988年 第18回NHK上方漫才コンテスト 優秀賞
- 1988年 第23回上方漫才大賞 新人奨励賞
- 1989年 第24回上方漫才大賞 新人賞